# Krasnopilka (Hajssyn)
Krasnopilka (ukrainisch Краснопілка; russisch Краснополка Krasnopolka, polnisch Krasnopólka) ist ein Dorf im Osten der ukrainischen Oblast Winnyzja mit etwa 1600 Einwohnern (2001).

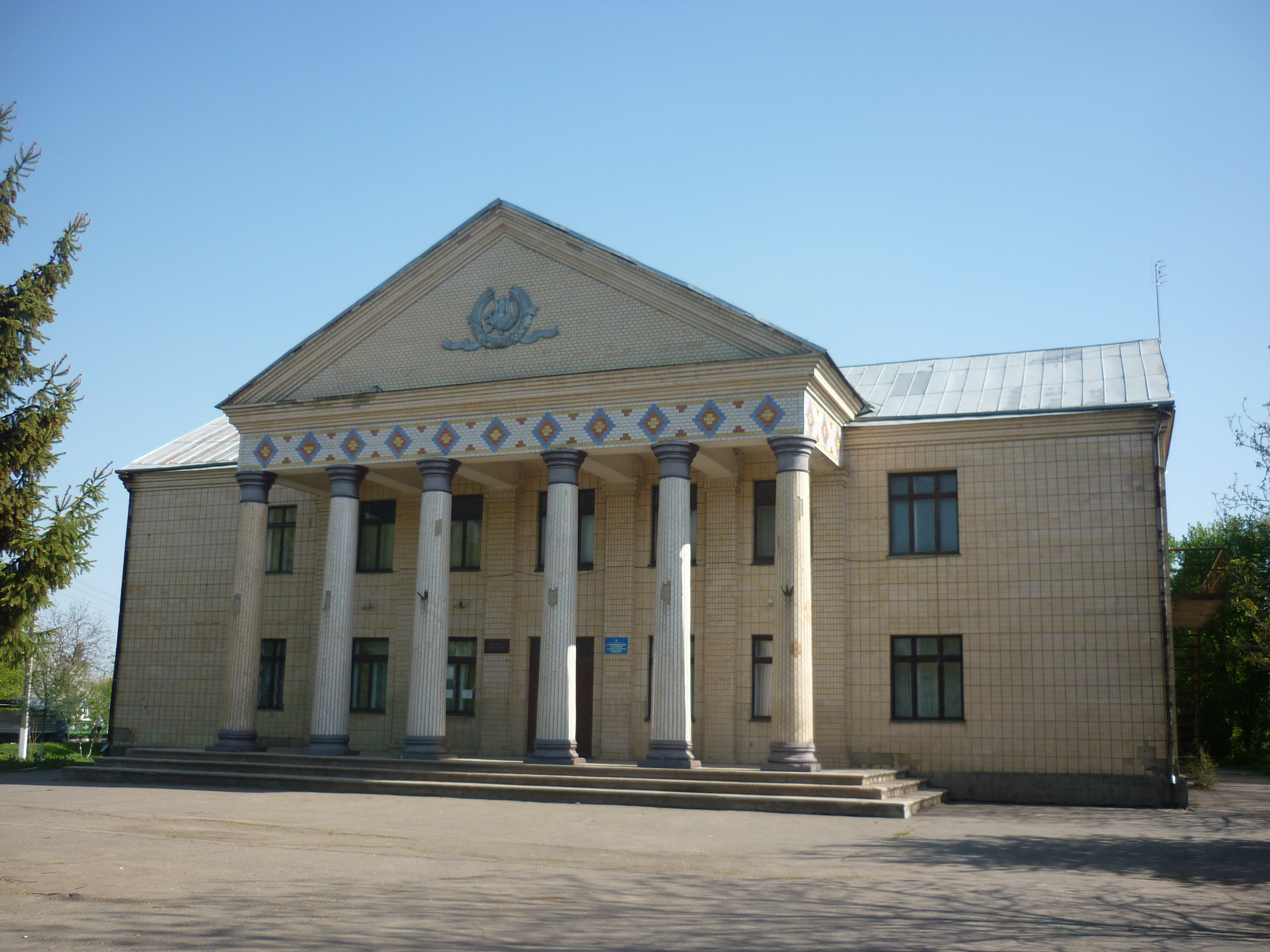
Kulturhaus und Museum in Krasnopilka

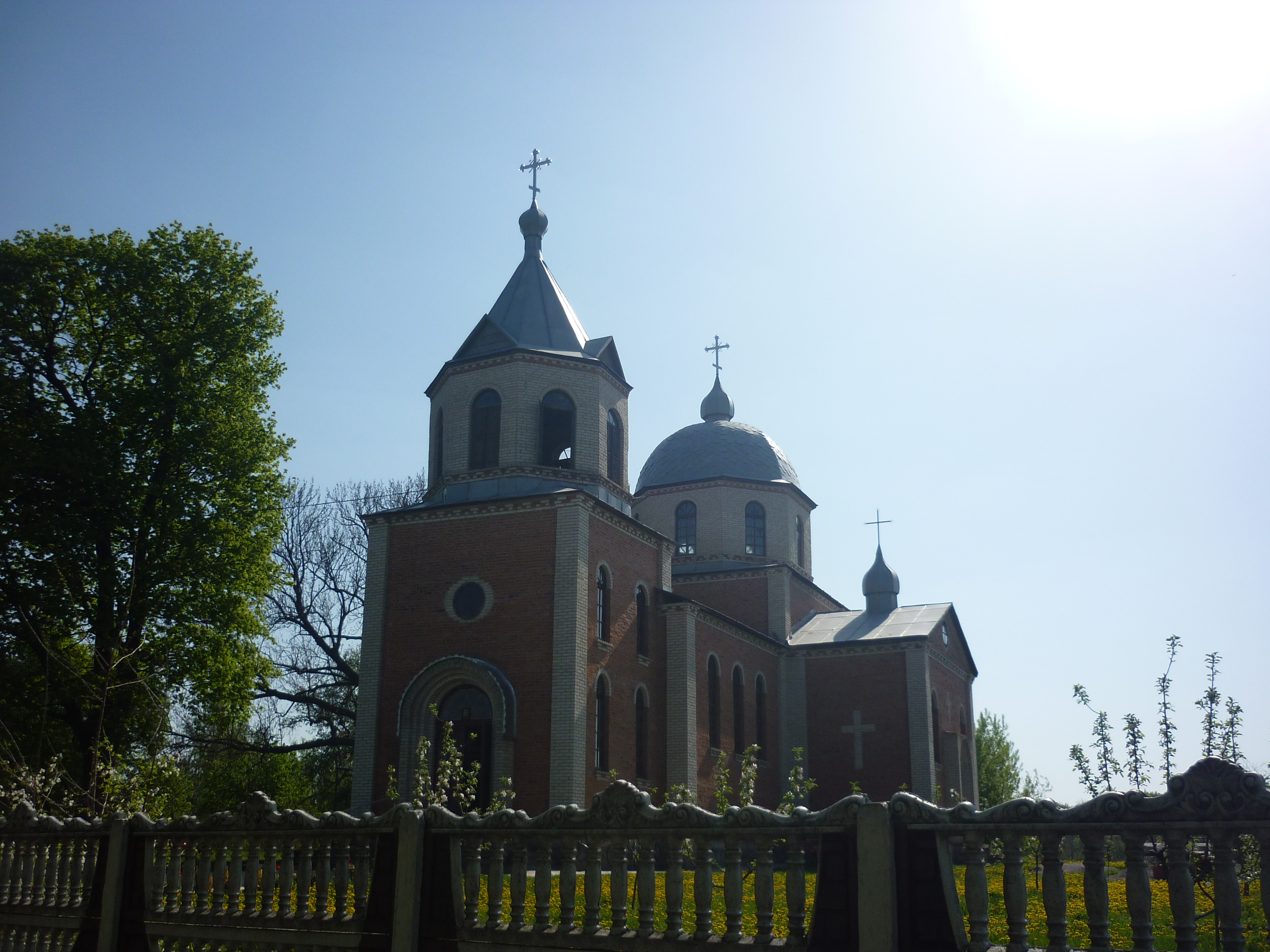
Orthodoxe Kirche im Dorf

Das im 17. Jahrhundert gegründete Dorf liegt am Ufer des Flüsschens Drypa (Дрипа), 26 km östlich vom Rajonzentrum Hajssyn und 120 km südöstlich vom Oblastzentrum Winnyzja an der Grenze zum Rajon Chrystyniwka in der Oblast Tscherkassy.
Im Süden des Dorfes verläuft die Fernstraße M 12/E 50.

## Verwaltungsgliederung
Am 9. September 2016 wurde das Dorf zum Zentrum der neugegründeten Landgemeinde Krasnopilka (Краснопільська сільська громада/Krasnopilska silska hromada). Zu dieser zählten auch die 8 Dörfer Kywatschiwka, Mytkiw, Narajiwka, Stepowe, Topoliwka, Tyschkiwka, Tyschkiwska Sloboda und Zwilichiwka sowie die Ansiedlung Dubyna, bis dahin bildete es zusammen mit dem Dorf Berisky-Berschadski die gleichnamige Landratsgemeinde Krasnopilka (Краснопільська сільська рада/Krasnopilska silska rada) im Osten des Rajons Hajssyn.
Am 12. Juni 2020 kamen noch die 3 in der untenstehenden Tabelle aufgelisteten Dörfer zum Gemeindegebiet.
Folgende Orte sind neben dem Hauptort Krasnopilka Teil der Gemeinde:
| Name                     | Name               | Name                                       |
| ukrainisch transkribiert | ukrainisch         | russisch                                   |
| ------------------------ | ------------------ | ------------------------------------------ |
| Dubyna                   | Дубина             | Дубина (Dubina)                            |
| Hraniw                   | Гранів             | Гранов (Granow)                            |
| Hruske                   | Грузьке            | Грузское (Gruskoje)                        |
| Kywatschiwka             | Кивачівка          | Кивачовка (Kiwatschowka)                   |
| Mychajliwka              | Михайлівка         | Михайловка (Michailowka)                   |
| Mytkiw                   | Митків             | Мытков (Mytkow)                            |
| Narajiwka                | Нараївка           | Нараевка (Narajewka)                       |
| Stepowe                  | Степове            | Степовое (Stepowoje)                       |
| Topoliwka                | Тополівка          | Тополевка (Topolewka)                      |
| Tyschkiwka               | Тишківка           | Тишковка (Tischkowka)                      |
| Tyschkiwska Sloboda      | Тишківська Слобода | Тишковская Слобода (Tischkowskaja Sloboda) |
| Zwilichiwka              | Цвіліхівка         | Цвилиховка (Zwilichowka)                   |

In dem Dorf wurden die Eltern des Dichters Paul Celan erschossen.